# Ich will (k)ein Kind von Dir
Ich will (k)ein Kind von Dir ist ein deutscher Fernsehfilm von Ingo Rasper aus dem Jahr 2017, der im Auftrag und für Das Erste produziert wurde. Die Hauptrollen des Ehepaars Eichhorn sind mit Franziska Weisz und Felix Klare besetzt. In tragenden Rollen agieren Maren Kroymann, Michael Wittenborn, Christina Hecke und Kai Lentrodt.
Als der Orthopäde Philipp Eichhorn entgegen einer alten Abmachung plötzlich den Wunsch nach einem Kind verspürt, ergeben sich Konflikte mit seiner Frau Anna, die auf dem Sprung zu einer Professur ist, und partout kein Kind will.

## Handlung
Der Orthopäde Philipp Eichhorn hat vor kurzem die gutgehende Arztpraxis seines Vaters übernommen und lebt mit seiner Frau Anna in Berlin-Kreuzberg. Regelmäßig geht das Paar mit seiner kleinen Nichte Isabella auf den Spielplatz. In Philipp wird der Wunsch nach einem eigenen Kind immer größer. Seine Eltern haben über die Agentur „Wunsch-Oma“ die kleine Uma als Ersatz-Enkelin in ihr Leben geholt, was bei Philipp einen bitteren Nachgeschmack hinterlässt.  
Doch Anna, die kurz vor Abschluss ihrer Doktorarbeit steht und auf eine Professur im Institut für Anglistik in Leipzig hofft, sieht in einem Kind das Aus für ihre Karriere. Am Anfang ihrer Beziehung stimmte sie mit Philipp überein, eine kinderlose Beziehung zu führen. Darauf pocht sie nun.
Zufällig trifft Philipp auf seine Exfrau Katharina, die inzwischen eine fünfjährige Tochter hat. Kurz hegt er die Hoffnung, vielleicht der Vater des Mädchens zu sein. Da die Trennung von Katharina jedoch bereits mehr als sechs Jahre her ist, zerschlägt sich dieser Gedanke wieder. Das Thema beschäftigt ihn aber weiter, sodass er es am Abend im Gespräch mit Anna wieder aufgreift. Als Anna ihm dann beichtet, dass sie, sollte die Kommission sich für sie entscheiden, nach Leipzig müsste, zerschlägt das jede weitere Hoffnung Philipps. Anna sieht sich an ihrer Uni immer wieder mit den Problemen konfrontiert, die Studentinnen haben, die bereits Mutter sind und wie sehr sie sich abstrampeln müssen, um Studium und Familie unter einen Hut zu bekommen. Auch ist sie davon gezeichnet, dass sie sich nach dem frühen Tod der Mutter um ihre kleinere Schwester kümmern musste. Das bestärkt sie zusätzlich darin, kein Kind in die Welt zu setzen, auch wenn Philipp sich aus tiefsten Herzen wünscht, Vater zu sein. Der Konflikt des Paares bleibt natürlich auch in beider Freundeskreis nicht verborgen und jeder hat einen guten Rat. Pro und Kontra halten sich die Waage. Dass das immer mehr das dominierende Gesprächsthema zwischen ihnen ist, macht ihr Zusammenleben nicht einfacher. Philipp spielt sogar mit dem Gedanken, sich das Rauchen abzugewöhnen, weil auf diversen Zigarettenschachteln davor gewarnt wird, dass Rauchen impotent mache und auch die Spermatozoen schädigen könne. Während er überlegt, wie er Anna umstimmen könnte, schockt sie ihn mit dem Vorschlag, er solle doch eine Vasektomie vornehmen lassen. Damit wäre das Kinderthema dann ein- für allemal vom Tisch. Das ist der Anfang eines heftigen Ehestreits. Gegenseitige Vorwürfe, in denen die Rede davon ist, dass der Partner seine eigenen Bedürfnisse über die des anderen stellt, entzweien Philipp und Anna immer mehr. So kommt es, dass Philipp sich eines Abends mit Katharina verabredet und Anna, die mit ihrer Freundin Vanessa unterwegs ist, sich auf die Flirtversuche eines wildfremden Mann einlässt. 
Am nächsten Tag versucht Philipp zwar, Anna mit einem Blumenstrauß versöhnlich zu stimmen, schläft dann aber am Ende doch auf dem Sofa, weil Anna es ihm nicht verziehen hat, dass er sie austricksen wollte und Löcher in ein Kondom gestochen hatte. Für Anna bricht hingegen eine Welt zusammen, als sie feststellt, dass sie schwanger ist. Sie will die Schwangerschaft abbrechen, ohne Philipp etwas davon zu sagen. Vanessa hält das für falsch und informiert ihn. Es gelingt Philipp nicht, die Freude, die er empfindet auf Anna zu übertragen, die stur dabei bleibt, sie wolle kein Kind. Die Folge davon ist, dass das Paar erst einmal getrennt lebt.
Da Philipp sich damit abfinden muss, dass Anna das Kind abtreiben will, bittet er sie, sie zur Ärztin fahren zu dürfen, um zumindest innerlich Abschied von seinem Kind nehmen zu können. Er versichert ihr, dass er, sollte sie sich aus irgendeinem Grund doch noch für das Kind entscheiden, komplett für sie und das Kind da sein werde. Mit seinem Vater hat Philipp bereits zuvor geklärt, dass er in einem solch Fall die Praxis für zwei Jahre wieder übernehmen würde. Anna steigt mit den Worten, es tue ihr leid aus und verschwindet im Haus. Als sie nach einer Weile zurückkommt, lächelt sie in einer Art und Weise, dass Philipp weiß, dass sie sich für das Kind entschieden hat. Beide fallen sich in die Arme. Viele Monate später ist Philipp mit seinem Sohn auf dem Spielplatz, als Anna mit den Worten, der Zug aus Leipzig habe Verspätung gehabt auf Mann und Sohn zueilt, und meint, sie habe nur endlich bei ihnen sein wollen. 

## Produktion

### Dreharbeiten, Hintergrund
Ich will (k)ein Kind von Dir wurde vom 8. April bis zum 10. Mai 2016 in Berlin gedreht. Produziert wurde der Film von der Real-Film Berlin. Die von Zora Thiessen gespielte Ex-Frau Philipps ist im wirklichen Leben die Frau des Schauspielers.
Franziska Weisz antwortete auf die Frage, ob sie die Beweggründe der von ihr gespielten Figur nachempfinden könne, Annas Angst, nach einer Babypause wieder ganz bei null anfangen zu müssen, könne sie gut nachvollziehen. Es seien nun einmal die Frauen, die die Kinder bekommen, nicht die Männer. Dennoch dürfe in unserer Gesellschaft, in unserer Gegenwart nicht die Frage gelten: Kinder oder Karriere? Daher sei alles, was Frauen Sicherheit gebe und den Wiedereinstieg ins Berufsleben erleichtere, essentiell. Annas frühe Erfahrungen hätten eine große Rolle in ihrer Angst vor dem Muttersein gespielt. Denn schon als halbes Kind habe sie die volle Verantwortung für ihre kleine Schwester nach dem Tod der Mutter übernehmen müssen. Die Angst, ihre eigene Persönlichkeit wie damals aufgeben zu müssen, sitze tief. Zur Frage, ob es während der Dreharbeiten einen Moment gegeben habe, der ihr besonders in Erinnerung geblieben sei, meinte Weisz, dass die gesamte Drehzeit ihr sehr lange in bester Erinnerung bleiben werde. Nicht nur mit ihren tollen Kollegen – allen voran Felix Klare – sei die Arbeit ein Fest gewesen, das ganze Team habe es ermöglicht, dass ein Drehtag lustiger im besten Sinne intensiver gewesen sei als der vorhergehende. Es sei nicht darum gegangen, das Pensum abzuarbeiten, sondern darum, in jeder Situation einen Schatz zu heben. Diese Spontanität und Leichtigkeit sei bestimmend gewesen am Set.
Felix Klare beantwortete die Frage, wie er den von ihm gespielten Philipp charakterisieren würde, dass dieser als behütetes Einzelkind in der oberen Mittelschicht aufgewachsen sei und nie wirklich um etwas habe kämpfen müssen, sondern alles bekommen habe, was er haben wollte, im Gegenzug aber auch brav die Praxis seines Vaters übernommen habe. Philipps plötzlicher Sinneswandel in Bezug auf Kinder habe damit zu tun, dass er anfange, das Leben und sich zu hinterfragen. Plötzlich schaue er hinter die Fassade bei sich und anderen. Das seien einige der Beweggründe, aus dem sich sein Kinderwunsch ergebe. Zur Mitwirkung seiner Ehefrau Zora Thiessen als seine Ex-Frau meinte Klare, die Vertrautheit, die sie miteinander hätten, helfe ungemein. Es sei großartig gewesen, mit seiner Frau zu spielen. Die Idee dazu sei vom Regisseur gekommen, mit dem die Arbeit unglaublich lebendig gewesen sei und viel Spaß gemacht habe. Zur Frage, wie er selbst und seine Frau vier Kinder und Karriere vereinbaren würden, meinte Klare, die Kinder hätten einen großen Altersunterschied, daher sei es so gut wie unmöglich jedem Kind mit seinen unterschiedlichen Bedürfnissen gerecht zu werden. Trotzdem versuchten sie als Paar natürlich ihr Bestes. Es gebe kein richtig oder falsch bei der Entscheidung viele Kinder, wenige Kinder, keine Kinder. Außerdem brauche man wechselseitig auch den richtigen Partner. Und klar, als Frau habe man es definitiv schwerer.
Soundtrack:
- Baby Love – The Supremes
- Wishin’ And Hopin – Maren Kroymann & Jo Roloff Band
- Folle De Toi – Benjamin Biolay & Chiara Mastroianni

### Veröffentlichung
Am 17. März 2017 wurde der Film im Ersten auf dem Endlich Freitag im Ersten-Sendeplatz zur Hauptsendezeit erstausgestrahlt.

## Rezeption

### Einschaltquote
Bei seiner Erstausstrahlung schalteten 3,37 Millionen Zuschauer den Film ein, was einem Marktanteil von 10,6 Prozent entsprach.

### Kritik
Tilmann P. Gangloff gab dem Film auf der Seite Tittelbach.tv 4½ von 6 möglichen Sternen und wertete: „Der Film beeindruckt vor allem durch seine Realitätsnähe. Keine einzige Figur wirkt ausgedacht, die Dialoge klingen natürlich, die Situationen, in die Bühring das Paar bringt, sind dem Leben abgeschaut; und die Schauspieler sind ausnahmslos vorzüglich.“ […] „Obwohl es in dem Film fast ausschließlich um das Titelthema geht, hat Bühring es geschickt vermieden, dass sich die Geschichte immer wieder im Kreis dreht. Dafür sorgen nicht zuletzt die weiteren Mitwirkenden, denn das Drehbuch umgibt die beiden Hauptfiguren mit Personal, dessen Dasein sie mit weiteren Denkanstößen versorgt.“
Bei den Stuttgarter Nachrichten lobte Ulla Hanselmann: „Das Thema Kinderwunsch also. Gut abgehangen, wurde doch schon x-mal abgehandelt, wie sich Männlein und Weiblein abrackern an der Familiengründungsfrage und damit am zeitgenössischen Widerspruch von Karriere, Selbstverwirklichung und Familiensinn. Aber was machen der Regisseur Ingo Rasper und die Drehbuchautorin Katrin Bühring daraus? Sie umgehen alle Fallen, Klischees und Erwartbarkeiten und liefern neunzig so unterhaltsame wie differenzierte Fernsehminuten erster Güte ab. […] Alles richtig gemacht also – sogar der Soundtrack sitzt wie angegossen. Wann lässt sich das schon mal über einen Fernsehfilm sagen?“
Ulrich Feld von der Frankfurter Neue Presse meinte: „Der Film verarbeitet das Thema Kinderwunsch zwar anschaulich und dennoch leicht und locker in der Form einer sehr schön gespielten Ehekomödie, in der auch besinnliche Momente ihren Platz haben. Die Szene im Bad wirkt jedoch befremdlich und wirft eher Fragen auf, als dass sie zum weiteren Handlungsverlauf passt.“
Tilmann P. Gangloff bewertete den Film für Evangelisch.de und war der Ansicht: „Die Geschichte tarnt sich als Komödie, lässt aber spätestens in der zweiten Hälfte die Maske fallen und wandelt sich zum Drama. […] Für den Anspruch des Films steht nicht zuletzt Regisseur Rasper […], dessen Arbeiten stets Komödien mit einem ernsten Kern sind.“
Die Kritiker der Fernsehzeitschrift TV Spielfilm zeigten mit dem Daumen nach oben, vergaben für Humor, Anspruch, Spannung und Erotik jeweils einen von drei möglichen Punkten und zogen das Fazit: „Paarproblemfilm mit Charme und gutem Ton“. Weiter führte man aus: „Frisch, mit lebensechten Dialogen und so viel einnehmender Aufrichtigkeit, dass wir über die Scherze, die brave Auflösung und die Naivität von Philipp gern hinwegsehen“.